# Leimbach (França)
Leimbach (en alsacià Laimbàch) és un municipi francès, situat a la regió del Gran Est, al departament de l'Alt Rin. L'any 2004 tenia 813 habitants.

## Demografia
| 1962 | 1968 | 1975 | 1982 | 1990 | 1999 |
| ---- | ---- | ---- | ---- | ---- | ---- |
| 551  | 554  | 656  | 716  | 734  | 740  |

## Administració
| Període   | Identitat           | Partit |
| --------- | ------------------- | ------ |
| -2000     | Jean Fischer        |        |
| 2000-2001 | Jean-Claude Lienert |        |
| 2001-2008 | Claude Welcklen     |        |
| 2008-     | René Kippelen       |        |